# Mission d'assistance des Nations unies en Afghanistan
La Mission d'assistance des Nations unies en Afghanistan, ou MANUA, est une mission politique et d’appui pour la consolidation de la paix en Afghanistan, décidée le 28 mars 2002 par le Conseil de sécurité des Nations unies, au cours de sa 4501e séance, dans sa résolution 1401,.
Prévue à l'origine pour une durée d'un an, elle a été renouvelée à plusieurs reprises : une prolongation est intervenue le 23 mars 2007, au cours de la 5645e séance du Conseil qui, se déclarant « à nouveau préoccupé par l’état de la sécurité dans le pays », a décidé à l'unanimité, dans sa résolution 1746 (2007), de proroger d'une année le mandat de la MANUA, soit jusqu'au 23 mars 2008, en demandant à la Mission « de promouvoir un engagement international plus cohérent » en faveur de l'Afghanistan.
La mission fut prorogée par la résolution 2096 du 19 mars 2013 pour une durée d'un an. Puis, à nouveau par la résolution 2145 adoptée le 17 mars 2014 qui prolonge, jusqu'au 17 mars 2015, le mandat de la MANUA.
La résolution 2678 du Conseil de sécurité des Nations unies, adoptée le 16 mars 2023,,, rappelle la résolution 2626 et décide qu'il réaffirme son soutien à la MANUA ; se félicite du travail de la MANUA, prolonge son mandat jusqu'au 17 mars 2024, ; affirme l'importance de la présence constante de la MANUA ; prie le secrétaire général de lui présenter tous les trois mois un rapport; de rester activement saisi de la question. La France, notamment, salue le soutien unanime du Conseil de sécurité à la MANUA.